# Linda Sembrant
Linda Birgitta Sembrant (Uppsala, 15 de maig de 1987) és una defensa de futbol internacional per Suècia que actualment juga al Montpellier HSC, a la Primera Divisió francesa.
Amb la selecció de Suècia ha participat des del 2011 a dos Jocs Olímpics i dos Mundials, amb un subcampionat olímpic a Rio 2016 i un tercer lloc al Mundial d'Alemanya 2011. A la Lliga de Campions ha estat subcampiona amb el Tyresö FF a la temporada 2013/14, i a Suècia ha guanyat títols nacionals amb el Tyresö y el Kopparbergs/Göteborg FC.

## Trajectòria
| Temporades   | Lliga             | Club                    | P  | G  | Actualitzat |
| ------------ | ----------------- | ----------------------- | -- | -- | ----------- |
| 2004 - 2007  | D1/D2             | Bälinge IF              |    |    |             |
| 06/07        | D1                | Lincoln Ladies (cessió) | 03 | 0  |             |
| 2008 - 2010  | D1                | AIK Solna               | 62 | 06 |             |
| 2011         | D1                | Kopparbergs Göteborg    | 22 | 03 |             |
| 2012 - 2014  | D1                | Tyresö FF               | 30 | 04 |             |
| 15/16 - act. | D1                | Montpellier HSC         | 47 | 06 | 29/11/2016  |
|              |                   |                         |    |    |             |
| 2008 - act.  | Selecció absoluta | Selecció absoluta       | 69 | 07 | 28/06/2016  |

## Palmarès
| Títols — Seleccions nacionals            |
|                                          |
| Títols — Clubs                           |
| 1 Lliga                                  |
| 1 Copa                                   |
| Reconeixements — Premis                  |
|                                          |
| Reconeixements — Seleccions de jugadores |
|                                          |